# Grylloblattodea
Grylloblattodea (лат.) — подотряд насекомых из отряда тараканосверчки (Notoptera). Иногда рассматривается в качестве отдельного отряда, Grylloblattaria, Grylloblattidea. В современной фауне представлено только одним семейством гриллоблаттиды (Grylloblattidae) с 5 родами и 34 видами. К августу 2013 года учёными описано 542 вида, включая 510 ископаемых видов (Zhang, 2013). Вымершие формы известны из карбона, перми, триаса, мела. Живые ископаемые.

## Распространение
Известно около 30 современных видов, обитающих в Сибири, в Японии и в Северной Америке, прежде всего в горных местностях с прохладным климатом.

## Описание
Длина около 2 см (вымершие представители были крупнее — до 9 см), ротовые органы грызущего типа. Живут на земле, под камнями и во мху. Нижнечелюстной (максиллярный) щупик состоит из 5 члеников, нижнегубной (лабиальный) — из 3 сегментов. Ноги ходильные, тазики и бёдра крупные. Лапки современных видов состоят из 5 члеников. Брюшко удлинённое, состоит из 10 сегментов. Современные формы, главным образом, хищники, питаются насекомыми и другими мелкими членистоногими. У ископаемых форм частично пищей служила также и пыльца растений; любят холод. Крыльев нет (у ископаемых форм крылья имеются). Фасеточные глаза развиты слабо либо отсутствуют вовсе, глазки (ocelli) полностью отсутствуют.

## Классификация
Известно около 50 вымерших семейств (165 родов и 295 ископаемых видов) (Storozhenko, 1998). Ближайшей родственной группой является семейство Mantophasmatidae (Mantophasmatodea). Первый представитель современных гриллоблаттид был описан в 1914 году из Северной Америки (провинция Альберта) канадским энтомологом Эдмундом Уокером (англ. Edmund Murton Walker; 1877—1969) и первоначально помещён им в отряд прямокрылые. В 1915 году повышен в статусе до самостоятельного отряда, хотя сам Уолкер с этим согласился только в 1956 году. Многими биологами до сих пор рассматривается в статусе отельного отряда.
- Подотряд Grylloblattodea
  - Инфраотряд Grylloblattina
    - Семейства: Grylloblattidae — †Archiprobnidae — †Bajanzhargalanidae — †Blattogryllidae — †Chaulioditidae — †Euremiscidae — †Geinitziidae — †Gorochoviidae — †Havlatiidae — †Ideliidae — †Idelinellidae — †Kortshakoliidae — †Liomopteridae — †Madygenophlebiidae — †Megakhosaridae — †Mesorthopteridae — †Neleidae — †Permopectinidae — †Permotermopsidae — †Pinideliidae — †Skaliciidae — †Sylvaphlebiidae — †Tunguskapteridae

  - Инфраотряд †Lemmatophorina
    - Семейства: †Atactophlebiidae — †Daldubidae — †Euryptilonidae — †Lemmatophoridae

  - Инфраотряд †Protoperlina
    - Семейства: †Aliculidae — †Camptoneuritidae — †Chelopteridae — †Demopteridae — †Epideigmatidae — †Ivapteridae — †Jabloniidae — †Mesojabloniidae — †Oecanthoperlidae — †Permembiidae — †Probnidae — †Protembiidae — †Protoperlidae — †Sheimiidae — †Sojanoraphidiidae — †Sylvabestiidae — †Sylvardembiidae — †Tillyardembiidae — †Tshecalculidae — †Tshekardominidae — †Visheriferidae

### Отдельные представители
- Aibolitus medicinus (Sojanoraphidiidae)
- †Aristovia daniili (†Aristoviidae)
- Chauliodites circumornatus (Chaulioditidae)
- Chelopterum ultimum (Chelopteridae)
- Jubala pectinata (Euryptilonidae)
- Novokshonovus ignoratus (Atactophlebiidae)
- Permoshurabia kungurica (Geinitziidae)
- Parastenaropodites stirps (Mesorthopteridae)